# Kamæleonernes strand
|  | Denne artikel er oprettet af botten PalnaBot ud fra en ekstern database. Den kan derfor have sproglige fejl eller mangler. Denne skabelon kan fjernes efter kontrol af indholdet. |

Kamæleonernes strand er en naturfilm instrueret af Adam Schmedes og producer af Loke Film. Filmen har vundet talrige priser og er solgt til over 40 lande. Den er optaget i Grækenland, det eneste sted i Europa hvor den afrikanske kamæleon findes.  Filmen følger Kamæleonernes vanskelige tilværelse midt i et ferieparadis.

## Handling
Naturfilm om en lille koloni af afrikanske kamæleoner på en strand i Grækenland. Filmen præsenterer en økologisk problemstilling ved at følge to kamæleoner fra fødsel til død. Historien fortælles med intense billeder fra dyrenes synsvinkel; magien når øgleungerne kravler op af sandet i måneskær; den nådesløse kamp mellem to voksne hanner, som bare skal slås; hunnen, der på udmattelsens rand må opgive at lukke hulen, hvor hun har lagt æg; den uheldige, der har forvildet sig ind mellem egerne på et cykelhjul ... Tæt på området bygges et hotelkompleks, og turisternes tiltagende aktiviteter udgør en fare for kamæleonerne. Mange bliver kørt over, og filmen viser en rekonstruktion, som kan virke voldsom på det yngste publikum. Kamæleonen er et unikt dyr med højt specialiserede funktioner; roterende øjne og en lang, klæbrig og lynhurtig tunge; evnen til at skifte farve på få sekunder. Biologer gør, hvad de kan for at beskytte de sårbare krybdyr, der i Europa kun lever på denne smukke strand.